# 1938年班達海大地震
5°27′26″S 127°23′10″E / 5.4572°S 127.386°E
1938年班達海大地震在1938年2月1日發生，地點在印度尼西亞班達海，是二十世紀第九大地震，強度為黎克特制8級和麥加利地震烈度VII度，而美國地質調查局則給予此次地震強度為矩震級8.5形成高達1.5米的海嘯，但沒有造成死亡。

## 外部連結
- Historic Earthquakes